# Kotuj

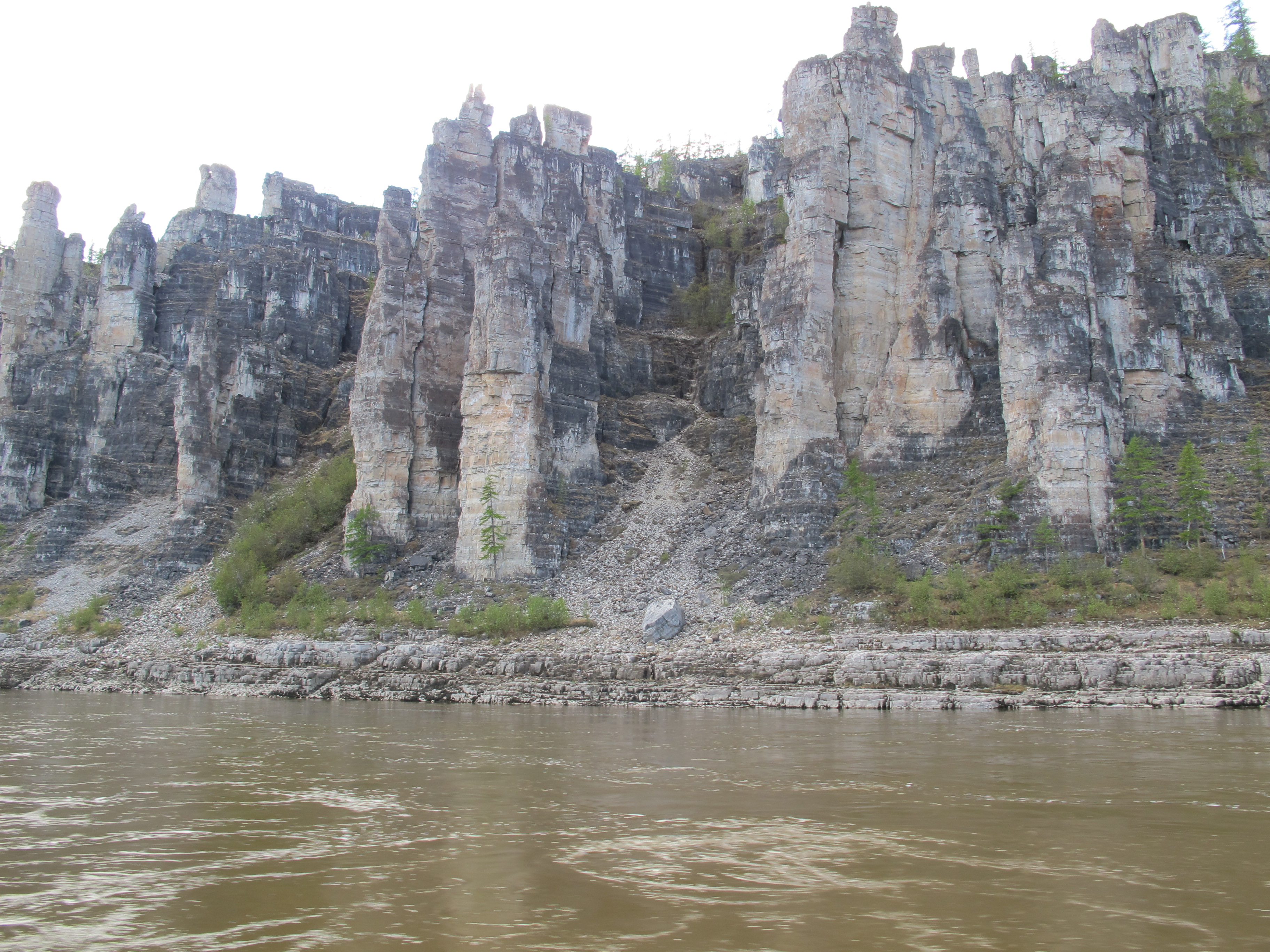
Skały na rzece Kotuj

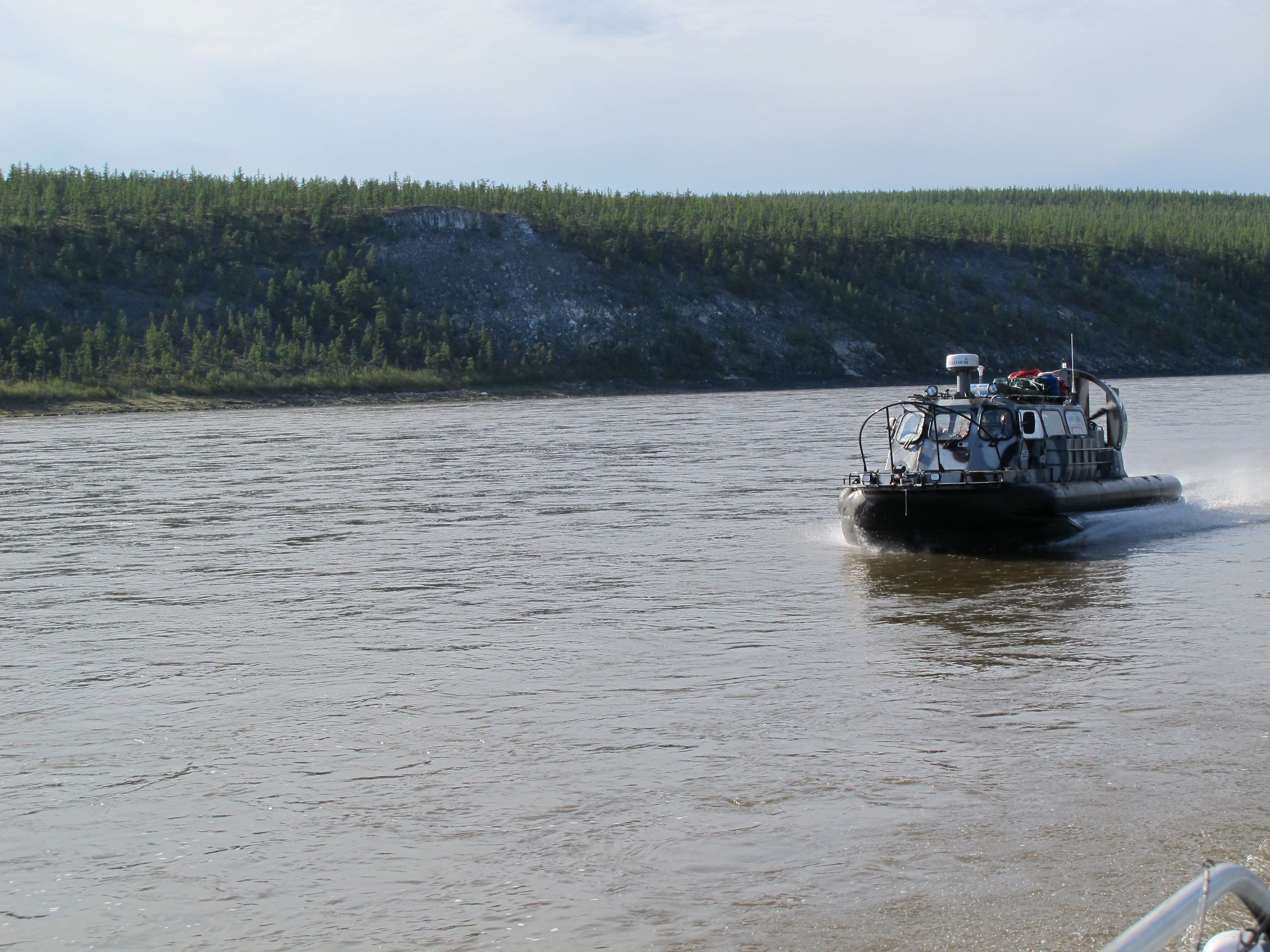
Łódź na poduszce powietrznej Hivus-10 na rzece Kotuj

Kotuj – rzeka w Rosji o długości 1409 km. Kotuj znajduje się w Kraju Krasnojarskim. Jej dorzecze zajmuje około 176 tys. km² powierzchni. Po połączeniu z Chetą tworzy Chatangę. Kotuj zamarza na przełomie września i października, odmarza w czerwcu.